# 龍景昭
龙景昭（？—970年），夔州奉节（今重庆市奉节县）人，後蜀、北宋官员。
龍景昭年轻时有武勇。事奉後主孟昶爲義軍裨校，以战功转任战棹都將，后来擢升为施州刺史。廣政末年，宋军伐蜀，分兵由峽路入川，大军壓境。龙景昭率官吏以牛酒犒宋军，迎師入城。宋太祖听说后很高兴。后蜀灭亡，龙景昭至汴京，即授永州刺史；秩滿入朝，改任右千牛衛將軍。開寶三年（970年）去世。後主降宋時，龙景昭之弟右羽林將軍龍處塘等四人隨行，在途中去世。宋太祖让他儿子補任供奉官殿直。